# José Alejandro Castaño
José Alejandro Castaño Hoyos (Medellín, 2 de abril de 1972) es un periodista colombiano. Ha ganado el premio iberoamericano de periodismo Rey de España, el Premio Casa de las Américas y tres premios de periodismo Simón Bolívar. Forma parte del grupo Nuevos Cronistas de Indias de la Fundación para el Nuevo Periodismo. Sus crónicas han sido traducidas al inglés, francés, alemán y japonés.

## Historia
Fue criado en la comuna número 6 Doce de Octubre, y creció en medio de la violencia de la década de 1980 en colombia. En 1997, mientras todavía estudiaba comunicación social y periodismo en la Universidad de Antioquia, fue contratado por el periódico El Colombiano para cubrir las noticias políticas y después las judiciales. Trabajó en dicho diario hasta el 2003.
Empezó a trabajar entonces en el periódico El País, de Cali, como director de la Unidad Investigativa. 
En el 2007, el periódico El Heraldo lo contrató como editor de una nueva publicación popular llamada Al Día, que, en palabras de Castaño: «Un año después [de su contratación], Al Día ya era el periódico popular más leído del país y el tercero con más lectores después de El Tiempo y El Espectador». Un año y medio más tarde le asignaron el cargo de editor general de dicho diario, trabajo al que renunció a los seis meses, a mediados del 2009.
A lo largo de su carrera ha colaborado con reportajes para las revistas Gatopardo (Colombia), Soho (Colombia), Etiqueta Negra (Perú), Lateral (España), Alma Magazine (EE.UU.) y Letras Libres (México).
También se desempeñó como editor del área Metro, del periódico El Mundo de Medellín, desde marzo de 2011 hasta el mismo mes de 2012.
Es coautor del libro Relato de un milagro. Los cuatro niños que volvieron del Amazonas (El Peregrino Ediciones, 2023). Algunas de sus crónicas están incluidas en antologías y han sido traducidas al inglés, francés, alemán y japonés. Cofundador de CasaMacondo.

## Antologías
- Verdammeter Süden, Das andere Amerika (Suhrkamp, 2014)[6]
- La cárcel del amor (crónica) fue incluida en: Zoológico Colombia
- Antología de crónica latinoamericana actual, editada por Darío Jaramillo Agudelo para Alfaguara (2012).
- La desenterradora de cadáveres (crónica) fue incluida en:Zoológico Colombia
- SoHo Crónica (Aguilar, 2009)

## Obra
Libro
“Perú, reino de los bosques”
Ministerio del Ambiente, COP20 (2014)
Literatura testimonial
La isla de Morgan (Casa de Américas, 2002 | Editorial de la Universidad de Antioquia, 2005)
Crónicas
- ¿Cuánto cuesta matar a un hombre? (Norma, 2006)
- Zoológico Colombia: crónicas sorprendentes de nuestro país (Norma, 2008)

Novela
Cierra los ojos, princesa (Ícono, 2012).

## Premios y reconocimientos
- Finalista del premio Kurt Schork, de la universidad Columbia en Nueva York (2002)
- Premio de periodismo Rey de España (2003)
- Premio Nacional de Periodismo Simón Bolívar, categoría "Mejor Crónica en Prensa" por: “El azote de las mulas”. Revista Gatopardo. (2005)
- Premio Nacional de Periodismo Simón Bolívar, categoría "Mejor Cubrimiento de una noticia en Prensa" por: “Drama en la vía al mar”. Periódico El País, Cali. (2006).
- Premio Nacional de Periodismo Simón Bolívar, categoría "Mejor Cubrimiento de una noticia en Prensa" por: “Colombia busca a sus muertos”. Periódico El Tiempo. (2007)
- Premio latinoamericano Casa de las Américas, Cuba
- Nombrado como uno de los Nuevos Cronistas de Indias por la fundación Nuevo Periodismo.[8]
- Su libro Zoológico Colombia: crónicas sorprendentes de nuestro país fue elegido como uno de los diez libros más importantes del 2008 en Colombia por el crítico literario Luis Fernándo Afanador en la Revista semana.[9]